# 丘馬尼鄉
46°41′0″N 25°31′0″E / 46.68333°N 25.51667°E
丘馬尼鄉（羅馬尼亞語：Comuna Ciumani, Harghita），是羅馬尼亞的鄉份，位於該國中部，由哈爾吉塔縣負責管轄，面積97平方公里，海拔高度744米，2007年人口4,460，人口密度每平方公里46人。